# Alberton (Île-du-Prince-Édouard)
Pour les articles homonymes, voir Alberton.
Alberton est un village de l'Île-du-Prince-Édouard, au Canada, situé dans l'ouest du comté de Prince, Île-du-Prince-Édouard. Il est dans le canton du Lot 5.
Alberton a été nommé ainsi le 27 juin 1862 en l'honneur du Prince Édouard VII et le village fut incorporé en 1913.
Au recensement de 2006, on y a dénombré une population de 1081 habitants. À celui de 2011, on y a dénombré une population de 1135 habitants.
Alberton est un centre de service pour la pêche et les fermes locales et est adjacente à la communauté et au port de Northport.

## Histoire
Ce village a été habité longtemps par une des Premières Nations, les Micmacs. Les Européens sont venus pour la première fois près d'Alberton en 1534 quand l'explorateur français Jacques Cartier a écrit qu'il est descendu près du Cap Kildare pendant son voyage de découverte dans le golfe du Saint-Laurent et le fleuve Saint-Laurent. Les Acadiens s'installèrent dans l'île en petits nombres pendant les XVIIe et XVIIIe siècles, mais ils affluèrent en grand nombre dans la partie ouest de l'Ile Saint-Jean et spécifiquement au nord de l'actuel Alberton à la région de Tignish après la déportation des Acadiens par les armées britanniques à la fin des années 1750.
Après la victoire des Britanniques sur la France, la souveraineté de l'île a passé à la Grande-Bretagne en 1763. En 1765, le capitaine Samuel Holland a arpenté l'île et le gouvernement britannique a établi un système de féodalité pour la propriété des terres. Le canton du Lot 5, qui contient présentement Alberton, fut alloué à Edward Lewis, un député britannique dans la loterie des terrains de 1767.
Dans les années 1780, des habitants vinrent habiter Alberton après que Lewis avait planifié un village avec comptoir pour les échanges appelé  "Lewis Town". Il fut établi en juin 1788 et reçut ses premiers habitants acadiens qui avaient échappé à l'expulsion. Des Écossais et les gens du comté de Devonshire furent amenés par Lewis pour peupler son canton.
Une industrie locale de construction navale et un commerce de bois ont apporté la prospérité au village pendant le XIXe siècle, bien que cela décroisse, car les forêts furent remplacées par l'agriculture, car le sol est très fertile dans la région.
La communauté a eu plusieurs noms et changements d'endroits; originairement, elle était située à l'embouchure du port (maintenant l'endroit où se situe Northport) et est maintenant située à peu près à deux kilomètres à l'ouest du port. L'industrie locale de construction navale, un commerce de bois et des industries d'expédition ont abouti à une communauté viable qui est un endroit de ventes majeures dans l'ouest du comté de Prince. En 1862, le village fut nommé en honneur d'Albert Édouard, le Prince de Galles, qui est devenu le roi Édouard VII et qui a visité l'Île-du-Prince-Édouard en 1860. La communauté fut nommée Alberton le 27 juin 1862.

### Le chemin de fer et d'autres constructions
En 1872, le Chemin de fer de l'Île-du-Prince-Édouard fut construit avec le port d'Alberton (Northport) comme son terminus de l'ouest. Cela reliera Alberton avec des communautés de l'est comme O'Leary, Summerside, Charlottetown, Georgetown et Souris.
Le terminus de l'ouest fut ultérieurement changé d'Alberton à Tignish quand il eut une grande déviation à l'est de la station pour les passagers d'Alberton, où une intersection en "Y" fut construite avec un petit dépôt à locomotives, qui a stimulé le nord de Northport. Alberton fut son propre terminus durant cette période, avec plusieurs usines, manufactures, magasins et services. La communauté est devenue un village en 1878 et a eu son palais de justice et un centre pour la justice pour l'ouest du comté de Prince cette année.
Alberton est devenu le centre de l'industrie mondiale du renard argenté quand Charles Dalton et Robert Oulton ont commencé à élever ces animaux à fourrure près du village en 1894, apportant une prospérité formidable aux résidents du village et aux propriétaires de commerce. Malgré un feu qui a ravagé une partie du village l'année suivante, Alberton a vite démontré son essor économique de village. Le chemin de fer a construit une nouvelle station pour les passagers pour Alberton au début du XXe siècle entièrement fait de pierres, un de seulement deux construits sur l'île (l'autre étant à Kensington).
L'industrie d'élevage du renard argenté a apporté une croissance à la population et à l'assiette fiscale de la communauté, qui résulta au village d'être changé à un statut de village incorporé en mai 1913. L'élevage du renard argenté resta profitable jusqu'aux années 1940. Plusieurs maisons distinctives dans la communauté sont un rappel des fortunes accumulées dans cette période.
L'hôpital Western fut construit en 1945 et était le premier hôpital à l'ouest de Summerside. Une bibliothèque publique ouvrit ses portes en 1951, suivie de l'édifice du gouvernement fédéral en 1962, l'aréna Jacques Cartier et un musée communautaire en 1964. La maison de retraite Maplewood Manor fut ouverte en 1967.

## Démographie
| 2001  | 2006  | 2011  | 2016  |
| ----- | ----- | ----- | ----- |
| 1 115 | 1 081 | 1 135 | 1 145 |

## Géographie
Alberton est à égale distance de Tignish et O'Leary et est situé sur la rive nord de l'île, en avant du golfe du Saint-Laurent. La superficie est d'environ cinq km2.
- 136 km : Pont de la Confédération (au Nouveau-Brunswick)
- 93 km : Charlottetown
- 66 km : Summerside
- 197 km : Traversier Wood Islands (à la Nouvelle-Écosse)

### Climat
Alberton a un climat continental humide (Köppen Dfb).
| Mois                              | jan.  | fév.  | mars | avril | mai  | juin | jui. | août | sep. | oct. | nov.  | déc.  |
| --------------------------------- | ----- | ----- | ---- | ----- | ---- | ---- | ---- | ---- | ---- | ---- | ----- | ----- |
| Température minimale moyenne (°C) | −12,8 | −12,7 | −7,4 | −1,4  | 3,9  | 9,7  | 13,8 | 13,6 | 9,2  | 3,8  | −0,8  | −7,8  |
| Température moyenne (°C)          | −8,4  | −8,2  | −3,4 | 2     | 8,5  | 14,5 | 18,6 | 18,3 | 13,7 | 7,8  | −2,3  | −4,2  |
| Température maximale moyenne (°C) | −3,9  | −3,6  | 0,7  | 5,6   | 13,1 | 19,2 | 23,2 | 22,9 | 18,1 | 11,7 | 5,4   | −0,6  |
| Record de froid (°C)              | −31,7 | −33   | −26  | −15   | −7,2 | 1,7  | 3    | 1,5  | −3,3 | −6,7 | −16,7 | −26,1 |
| Record de chaleur (°C)            | 13,2  | 14,5  | 15,6 | 22,6  | 32,8 | 33,2 | 33   | 33,3 | 33,2 | 25   | 21    | 14    |
| Précipitations (mm)               | 97    | 75,1  | 84,3 | 80,4  | 86,7 | 82,1 | 91,9 | 75,2 | 91   | 99   | 100,2 | 108,1 |

## Économie
La majorité de la main d'œuvre d'Alberton est employée au secteur des services, servant la population environnante de 5,000 résidents dans l'ouest du comté de Prince.

### Pêche
L'industrie de la pêche dans la communauté de Northport est une activité économique importante, avec des débarquements pour les bateaux de pêche avec 3 millions de kilogrammes d'espèces comme les homards américains, les moules (mollusque), les brachyuras, les palourdes, la morue, le hareng, la plie canadienne, le maquereau, le pétoncle géant, l'le vivaneau, les anguilliformes, la sole, l'éperlan, le crabe, le poulamon atlantique, les atheriniformes, les maraîches, et le requin bleu. Source: 1996, Pêches et Océans Canada

### Agriculture
L'agriculture dans la région autour d'Alberton est dominée par les cultivateurs de pommes de terre utilisées pour les repas, les patates frites, les chips ou la cuisson, bien qu'un grand nombre de cultivateurs de tubercules de semence sont aussi dans la région.

## Éducation
Le village a des garderies privées et des jardins d'enfants publics, ainsi que l'école élémentaire d'Alberton (niveaux 1-6, 234 écoliers). Les élèves sont aussi transportés par autobus à un endroit centralisé l'école M. E. Callaghan (niveaux 7-9, 378 écoliers) et l'école secondaire Westisle Composite (niveaux 10-12, 748 étudiants), les deux sont situées dans des communautés environnantes.
Desantis Learning Inc. au Centre Industriel de West Prince est listé comme une institution d'entraînement provincial. Le Western Development Corporation offre des cours d'entrepreneurs, des cours de gérance et de nombreux cours de base pour les adultes.

## Infrastructure

### Transport
Alberton est situé sur la Route 12, qui est une partie de la route panoramique de la promenade Lady Slipper. Le village est à plusieurs kilomètres au nord-est de la route 2, la route secondaire est-ouest de l'île. Le port d'Alberton à Northport est administré par la division des ports de petits bateaux du département de Pêches et Océans Canada.

### Services Médicaux
Alberton a l'hôpital Western qui dessert l'arrondissement avec 25 lits pour malades graves et deux lits de soins palliatifs. Il y a une pharmacie et une clinique médicale ouverte tout le temps situées à l'hôpital. Aussi, le manoir Maplewood est un endroit pour les soins de longue durée et la nouvelle résidence Rev W. J. Phillips offre 25 unités de soins.

## Aménagements

### Accès à l'internet
Alberton a un site de Programme d'accès communautaire (PAC), situé dans l'hôtel de ville. Les résidents peuvent utiliser les ordinateurs et utiliser l'internet. Des endroits pour les ordinateurs sont aussi disponibles au centre d'opportunité et à la bibliothèque.

### Récréation
Le village a un département de loisirs, qui publie un "Dépliant d'activités" de programmes chaque printemps et automne. Une grande variété d'activités sont offertes pour tous les âges, incluant l'aérobic et de l'entrainement, des classes d'art, des foires d'artisanat, des ligues et des clubs de quilles, des clubs de boxe, des « exercices de boxe », les fléchettes, les cartes, le karaoké, le bingo, le basketball, le badminton, le volleyball, le club de marche, la gymnastique, un groupe d'activités préscolaires, la natation (au Mill River Aquaplex), le patinage, le patinage artistique, le hockey mineur, le hockey de plaisance, le softball et le soccer pour les garçons et les filles. Le département coordonne avec plusieurs organisations communautaires pour livrer ces programmes.
Le village est près de trois parcs provinciaux : le parc provincial Mill River, le parc provincial Bloomfield et le parc provincial Jacques Cartier. Le village est aussi situé sur la piste de la Confédération qui est utilisée pour marcher, courir et faire de la bicyclette en été.
La région offre la pêche de plaisance à l'étang Gallant, l'étang Arsenault, l'étang Blanchard, l'étang Gordon, l'étang Warren, l'étang Black, l'étang Leard, l'étang MacAusland, l'étang Livingstone, au pont Mill River, au ruisseau Cain, à la rivière Miminegash, à la rivière Little Tignish, le lieu du vieux barrage sur la rivière Mill, la rivière Trout et la petite et la grande rivières Pierre Jacques. Le saumon atlantique peut être pêché avec une mouche à l'étang Leard et la rivière Trout après la mi-juin.

### Sites Historiques
Le palais de justice d'Alberton loge le musée d'Alberton depuis 1980 et contient différentes expositions de sa collection se rapportant à la région.
Le parc du village a un monument aux pionniers de l'élevage des renards argentés, Robert Oulton et Charles Dalton.
Le musée Joe O'Brien est juste à l'extérieur d'Alberton. O'Brien, né et élevé à Alberton, est devenu un jockey et entraineur de course sur harnais très connu. Standardbred Canada honore ses accomplissements en utilisant son nom sur ses trophées annuels.

### Aménagements
Les installations incluent:
- Centre Communautaire d'Alberton (quilles, bingo, danses, réceptions)
- École élémentaire d'Alberton
- Bibliothèque d'Alberton
- Gymnase Iron Haven
- Aréna mémorial Jacques Cartier
- Manoir Maplewood
- Salle communautaire Northport
- Parc de la station Old Stone
- Terrains de l'exposition du comté de Prince
- Salle communautaire du village
- Parc mémorial des vétérans
- Club de boxe West Prince
- Club de curling de Western Community
- terrain de soccer
- deux terrains de baseball
- quai

### Évènements
- l'exposition du comté de Prince a lieu chaque août et a des présentations de bétails, expositions d'objets, repas, courses, spectacles de talent pour jeunes, sport de force et des manèges

- le carnaval d'hiver d'Alberton chaque février

- d'autres évènements sont le festival du jour d'Alberton, la Fête du Canada et le jour de la piste

### Églises
Alberton a sept églises:
- Alberton Baptist Church (Baptisme)
- Alberton Presbyterian Church (Presbytérianisme)
- Apostolic Pentecostal (Pentecôtisme)
- Gordon Memorial United Church Of Canada (Église unie du Canada)
- Kingdom Hall Of Jehovah’s Witness (Témoins de Jéhovah)
- Sacred Heart Roman Catholic Church (Église catholique romaine)
- St. Peter’s Anglican Church (Église anglicane du Canada)

## Médias
Le Journal-Pioneer, un journal quotidien publié à Summerside, a son bureau pour l'ouest du comté de Prince à Alberton.
Le West Prince Graphic est un journal hebdomadaire desservant la partie ouest du comté de Prince et est publié localement.
Toutes les 2 semaines, un journal d'annonces nommé le Penny Saver est publié et distribué à tous les résidents de l'ouest de l'Île-du-Prince-Édouard.